# Hopelchén

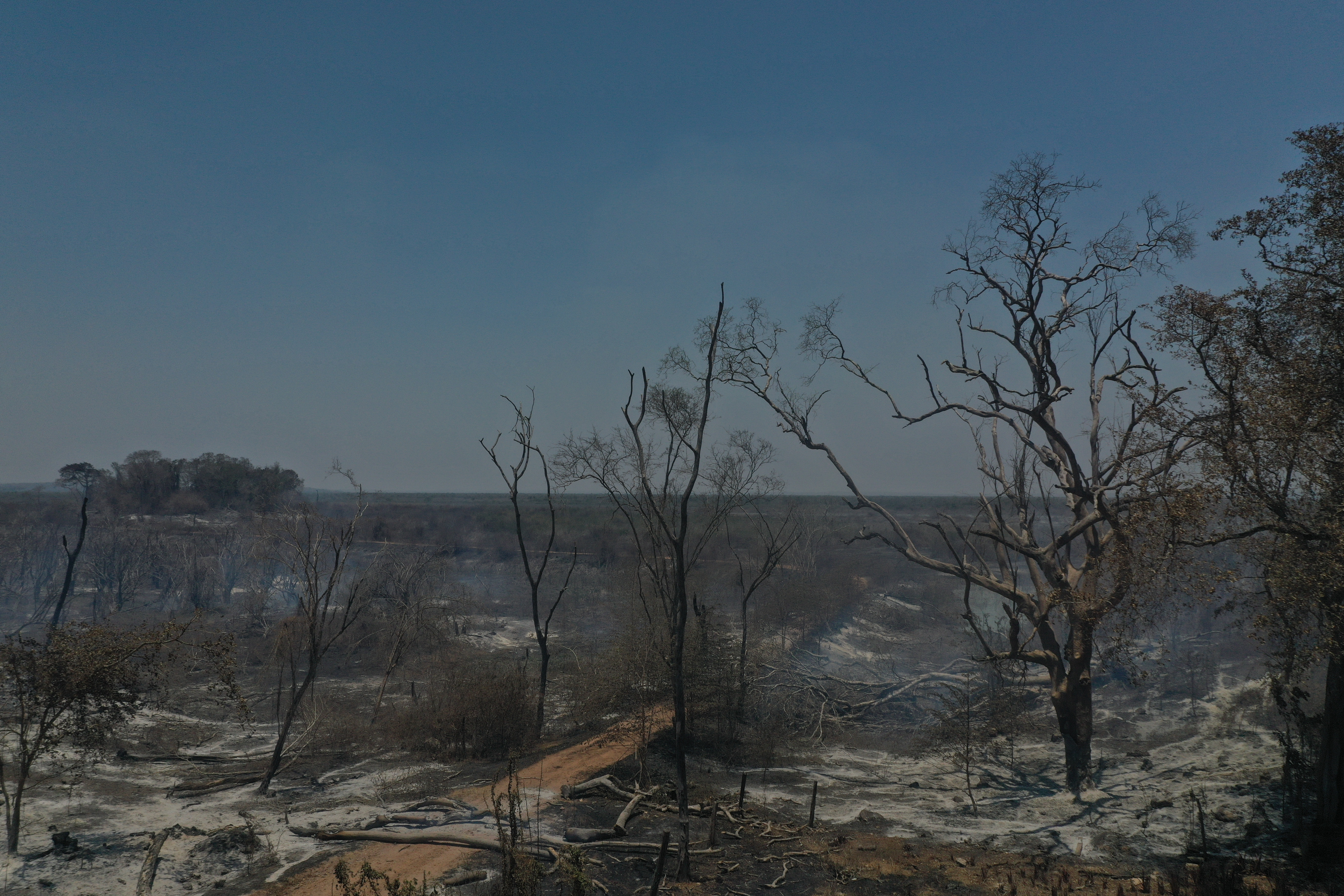
Incendio en la selva de Hopelchén para la expansión agroindustrial

Hopelchén (del maya yucateco: Lugar de los cinco pozos) es una ciudad del estado mexicano de Campeche, situada al este del territorio cercana a la frontera con el Estado de Yucatán, en la denominada Región de los Chenes. Es cabecera del municipio de Hopelchén
El nombre del municipio de Hopelchén (pronunciado "jopelchén") está integrado etimológicamente de la siguiente manera: joʼ = cinco y pʼéel que es un sufijo empleado en el conteo maya sobre las cosas u objetos, y de chʼeʼen = pozo. Por eso se le dice "lugar de los cinco pozos" (precisamente, porque la población en su fundación había 5 pozos que tienen una profundidad como de 4 metros, en los cuales los primeros habitantes se abastecían de agua).
A la carretera que comunica Hopelchén con la Capital del Estado (Campeche) se le denomina "región Chenes" no precisamente por el municipio que tiene la terminación chen, sino que en esta región existen muchas comunidades con esta terminación: Kancabchén, Bekabchén, Pakchén, Dzibalchén, Komchén, Dzibalchén y Sahkabchén. Entonces, por esta razón a sus habitantes se les llama "cheneros".

## Historia
La región donde se asienta la ciudad de Hopelchén fue una importante zona de la cultura maya, por lo que su población era muy elevada, Hopelchén fue fundada aproximadamente en 1621 como un pueblo de congregación, es decir un asentamiento para atraer y evangelizar a los pobladores mayas de la región, pronto llegó a conjuntar a más de 20,000; sin embargo, como en el resto de la península, los mayas fueron sumamente reacios a aceptar la conquista española y Hopelchén fue uno de los centros de esa rebeldía, aunque por su posición fue una población intermedia entre las zonas plenamente conquistadas del camino que unía a San Francisco de Campeche con Mérida y el interior de la península donde se refugiaban los mayas rebeldes. Pronto Hopelchén constituyó un importante centro de intercambio comercial donde diversos grupos mayas intercambiaban los productos que producían en diversas regiones.
Hacia inicios del siglo XVIII la población se acrencentó con españoles, datando de esta época los principales monumentos arquitectónicos coloniales de la ciudad, que se convirtió en el centro de la llamada Región de los Chenes, es decir, Región de los Pozos en maya, conocida así por los pozos o aguadas que existían y que se convirtieron en focos de población.
Tal situación continuó a lo largo de las primeras décadas de la independencia de México, hasta que en 1847 estalla en toda la península la Guerra de Castas, en la cual los mayas se rebelan contra los mestizos debido a los abusos sufridos, desde las poblaciones orientales de Tepich y Tihosuco, donde se inició el levantamiento, este pronto se extiende al centro de la península y a los Chenes; en mayo de 1848 un grupo maya liderado por Juan de Dios May atacó Hopelchén, sufriendo tanto atacantes como atacados grandes bajas.
Durante la guerra de castas se agudizaron los conflictos entre Mérida y Campeche, que llevaron finalmente a la creación del estado de Campeche como nueva entidad el 6 de agosto de 1857 y el 29 de enero de 1858 Hopelchén y las poblaciones que dependían de ella se declararon por pertenecer al nuevo estado. Tras la Intervención francesa y con el inicio del gobierno de Porfirio Díaz la región de Hopelchén ganó en prosperidad económica, principalmente como asiento de haciendas agrícolas y con ellas llegaron diversos avances técnicos, como la línea telegráfica que unió Hopelchén con San Francisco de Campeche y con Iturbide, inaugurada el 16 de septiembre de 1870, la clase hacendaria asentada en Hopelchén causó que tras la Revolución mexicana fuera uno de los principales focos de lucha antiagraria, aunque esta sería finalmente derrotada. En 1915 fue elevada a cabecera municipal del municipio de Hopelchén, y en 1959 es declarada ciudad.

## Escudo
El municipio tiene un escudo de armas que se describe de la siguiente manera: en la parte inferior del escudo se encuentran cinco pozos, representa el nombre de Hopelchén; en el centro se encuentra el estado de Campeche sobresaltando el municipio; en la parte superior derecha, un grupo de maderas, por ser productor de maderas finas. En la parte superior izquierda una pirámide maya, recordando que fue lugar donde se asentó parte de la cultura maya. Arriba del escudo una mazorca indicando que este municipio produce maíz en grandes cantidades.

## Capital del estado
En un día histórico para el municipio de Hopelchén, para todos sus habitantes y para la Legislatura campechana, el lunes 26 de febrero de 2007, el Congreso del Estado declaró a la Ciudad de Hopelchén como Capital del Estado por este día y, en consecuencia, sede oficial de los Poderes Legislativo, Ejecutivo y Judicial, en el marco del 150 aniversario del inicio de la emancipación política del Estado de Campeche, y del 48 aniversario de la titulación de la Ciudad de Hopelchén.
Lo anterior, al celebrarse ese día en los bajos del Palacio Municipal de Hopelchén, declarado Recinto Oficial, la Sesión Solemne y apertura del segundo periodo extraordinario de sesiones del primer receso correspondiente al primer año de ejercicio constitucional de la Quincuagésima Legislatura estatal, con la presencia del contador público Jorge Carlos Hurtado Valdez, gobernador constitucional del Estado; licenciado Carlos Felipe Ortega Rubio, presidente de la Gran Comisión del Congreso del Estado; licenciado José Ángel Paredes Echavarría, magistrado presidente del Tribunal Superior de Justicia del Estado, y cientos de habitantes de este municipio.

## Localización y demografía
Hopelchén está situada en el interior del estado de Campeche, al oriente del territorio y cercana con los límites del estado de Yucatán, sus coordenadas geográficas son 19°44′39″N 89°50′40″O / 19.74417, -89.84444 y se encuentra a una altitud de 100 m s. n. m. Su población según el Conteo de Población y Vivienda llevado a cabo por el INEGI en 2005 es de 6,760 habitantes.

## Principales afectaciones
Hopelchén se ha destacado por la expansión de la frontera agrícola de parte de grupos menonitas y empresarios que buscan aumentar la siembra de transgénicos y hortalizas a gran escala, lo cual ha generado conflicto entre las comunidades mayas y familias apicultoras que resultan afectadas por este modelo agrícola basado en el aumento de la deforestación, el uso excesivo de plaguicidas altamente peligrosos y los cambios en la tenencia de la tierra ejidal. 
Muerte masiva de abejas y polinizadores, afectaciones a la salud humana por agua contaminada, degradación del suelo, pérdida de flora y fauna endémicas, consumo de alimentos con efectos cancerígenos son algunas de las principales afectaciones registradas en este municipio. 

## Comunicaciones
Hopelchén se encuentra situada a 83 kilómetros al este de la ciudad de San Francisco de Campeche y unos 178 kilómetros al sur de Mérida, Yucatán, comunicándose con ambas ciudades a través de la Carretera Federal 261. Además tiene comunicación por una carretera estatal menor a través de la selva del interior de Campeche con las poblaciones de Dzibalchén y Xpujil.

## Hermanamientos
|  | - Calkiní México (2012) |